# Polica (Naklo)
Polica (IPA: [pɔˈliːtsa]) è un insediamento (naselje) di 84 abitanti, della municipalità di Naklo nella regione statistica dell'Alta Carniola in Slovenia.